# Рамунас Серпатаускас
Раму́нас Серпата́ускас (лит. Ramūnas Šerpatauskas) — литовський військовик, нагороджений медаллю УПЦ «За жертовність і любов до України».
Восени 2015 року побував в Україні, має намір написати книгу про українських вояків. Допоміг з уздоровленням понад 50 українських поранених вояків, реабілітація відбувалася в місті Друскінінкай.